# Narsingi
Narsingi is een census town in het district Rangareddy van de Indiase staat Telangana. 

## Demografie
Volgens de Indiase volkstelling van 2001 wonen er 6.182 mensen in Narsingi, waarvan 52% mannelijk en 48% vrouwelijk is. De plaats heeft een alfabetiseringsgraad van 59%. 